# Múscul escalè mínim
El múscul escalè mínim (musculus scalenus minimus), múscul escalé menor o de Sibson, és una variació ocasional del múscul escalè anterior.
Aquesta s'origina a partir de múltiples fas tendinosos adherits a la cúpula pleural, per anar ascendint fins a inserir-se en l'apòfisi transversa de la vèrtebra C7. La seva grandària pot variar des d'algunes fibres, fins a un múscul desenvolupat. La seva funció depèn de la seva inserció i de la seva grandària.